# Zosteria claudiana
Zosteria claudiana är en tvåvingeart som beskrevs av Daniels 1987. Zosteria claudiana ingår i släktet Zosteria och familjen rovflugor. Inga underarter finns listade i Catalogue of Life.